# Janez Trdina

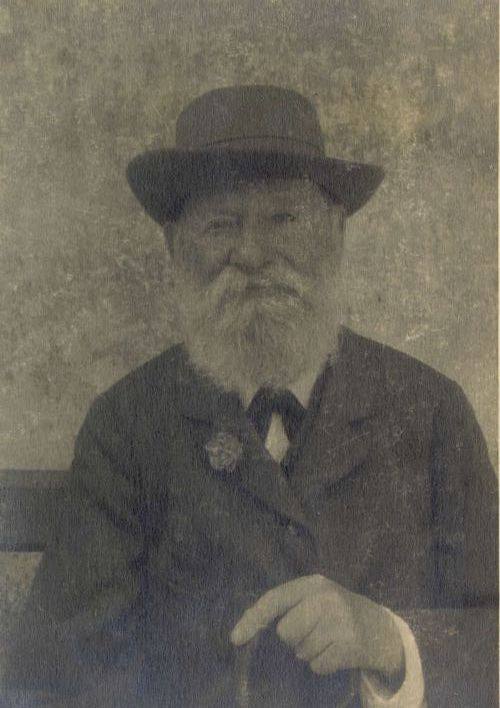
Janez Trdina

Janez Trdina (ur. 29 maja 1830 w Mengešu, zm. 14 lipca 1905 w Novo mesto) – słoweński pisarz i historyk.

## Rys biograficzny
Od roku 1842 uczęszczał do gimnazjum w Lublanie. W 1850 roku zdał maturę i przeniósł się na studia do Wiednia, gdzie uczęszczał na historię, geografię oraz językoznawstwo klasyczne. W tym samym czasie studiował również język staro-cerkiewno-słowiański pod okiem Franca Miklošiča. Po zakończeniu studiów w 1853 roku i uzyskaniu dyplomu w roku 1854 rozpoczął prace jako profesor w gimnazjum w Varaždinie, a rok później przeniósł się do Rijeki. W roku 1867 został skierowany na wcześniejszą emeryturę z powodu siania zgorszenia wśród młodzieży oraz nakłaniania ich przeciwko państwu oraz kościołowi.
Po tym incydencie przeprowadził się do Novo mesto. Po przeprowadzce dużo podróżował po Dolenjskiej oraz Białej Krainie cały czas spisując swoje nowe doświadczenia. Na podstawie tych notatek autor stworzył wiele dzieł, w tym najbardziej znane Bajke in povesti o Gorjancih in Narodne pripovedke iz bistriške doline (Pripovedka od zlate hruške).

## Twórczość
W 1849 roku Janez Trdina zaczął publikować w poczytnej gazecie Slovenija, korzystając z sytuacji publikował również swoje dzieła w rubryce pod tytułem Narodne pripovedke iz Bistriške doline. W międzyczasie napisał również kilka dzieł: Pripovedka od Glasan-Boga, Bran in pogin Japodov, Pripovedka od zlate hruške, Pretres slovenskih pesnikov wydaną w gazecie Ljubljanski časnik, oraz Zgodovina slovenskega naroda, która musiała czekać na swoją publikacje aż do 1866 roku. Po tych dziełach nastał trzydziestoletni przestój w twórczości Janeza Trdiny, dopiero w roku 1881 zaczął publikować wraz z Josipem Kersnikiem w gazecie Ljubljanski Zvon. Pod koniec życia napisał jeszcze kilka dzieł: Hrvaški spomini, Bachovi huzarji in Iliri, autobiografię Moje življenje, oraz wydane pośmiertnie Izprehod v Belo krajino.

## Dzieła

### Wiersze
- Turki na Limbarški gori
- Razjasnjenje
- Bran in pogin Japodov
- Kmetje in žlahtni
- Kresni Žarki
- Zadnje besede matere na smrtni postelji
- Rojenica

### Rozprawy i artykuły
- Danska vojska
- Najnovejša zgodovina slovenska

### Proza
- Oblega Ogleja
- Pisma o slovenski zgodovini

### Reszta dzieł
- Pretres slovenskih pesnikov – 1850
- Otok Krk
- Narodne pripovedke iz bistriške doline – 1849–1851:

1. Pričetek Mengša
2. Ogrinovo znamenje
3. Veronika
4. Drnovo
5. Jermanova vrata
6. Gradič
7. Hudamos

- Arov in Zman – 1850
- Pripovedka od zlate hruške – 1851
- Lisica, volk in medved – 1977
- Črtice in povesti iz narodnega življenja – 1880:

1. Vrtilničar
2. Jetnica
3. Pobožni mož
4. Rože in trnje
5. Sprehod v Belo krajino

- Verske bajke stare in nove – 1881
- Dolenjci – 1884
- Bajke in povesti o Gorjancih – 1888:

1. Cvetnik
2. Velikani
3. Gospodična
4. Ukleti grad
5. Rajska ptica
6. Ptica Zlatoper
7. Vila
8. Gluha loza
9. Volkodlak
10. Kresna noč
11. Peter in Pavel
12. Bratovska gomila
13. Gospod vedež

- Dve ljubici – 1905
- Vinska modrost